# Gerardo Octavio Solís Gómez
Gerardo Octavio Solís Gómez (Guadalajara, Jalisco; 19 de noviembre de 1957) es un político mexicano. Fue gobernador de Jalisco en calidad de interino entre 2006 y 2007.

## Biografía

### Primeros años
Gerardo Octavio Solís Gómez es abogado y maestro en derecho penal egresado de la Universidad de Guadalajara, desempeñó actividades relativas a su profesión, como abogado postulante y catedrático de universitario, así como asesor jurídico de diversas dependencias gubernamentales, posteriormente fue Subprocurador Regional y Subprocurador General de Justicia de Jalisco.

### Trayectoria política
No se le conoce militancia en ningún partido político.[cita requerida]
El 25 de mayo de 2000 fue nombrado procurador general de Justicia de Jalisco por el gobernador Alberto Cárdenas Jiménez y ratificado al año siguiente por el nuevo gobernador Francisco Javier Ramírez Acuña, quien el 11 de octubre de 2005 lo nombró Secretario General de Gobierno.
Tras la licencia otorgada a Ramírez Acuña fue nombrado por el Congreso del Estado de Jalisco el 21 de noviembre de 2006 como gobernador interino de Jalisco; cargo que ejerció hasta el 28 de febrero de 2007 en que entregó el cargo a su sucesor electo, Emilio González Márquez.
El 15 de marzo de 2007 fue nombrado coordinador de Asesores del Secretario de Gobernación, Francisco Javier Ramírez Acuña; cargo en el que cesó el 27 de enero de 2008; y pasó a ser titular de la Unidad para la Atención de las Organizaciones Sociales de la misma secretaría.
En julio de 2012, fue designado por el alcalde electo de Puerto Vallarta, Jalisco, Ramón Guerrero Martínez, como coordinador general del equipo de transición entre el gobierno municipal saliente y el entrante. El 18 de diciembre del mismo año, fue designado por el gobernador electo Aristóteles Sandoval como parte de su equipo de transición.